# HK MK Bled
HK MK Bled (celým názvem: Hokejski klub mlade kategorije Bled) je slovinský klub ledního hokeje, který sídlí v Bledu v Hornokraňském regionu. Založen byl v roce 1998 po oddělení mládeže z klubu HK Bled. Od sezóny 2014/15 působí ve slovinské nejvyšší soutěži v ledním hokeji. Klubové barvy jsou modrá a bílá.
Své domácí zápasy odehrává v hale Hokejska dvorana Bled s kapacitou 1 736 diváků.

## Přehled ligové účasti
Zdroj:
- 2007–2009: Slovenska hokejska liga (1. ligová úroveň ve Slovinsku)
- 2009–2011: Slohokej Liga (mezinárodní soutěž)
- 2013–2015: Inter-National-League (2. ligová úroveň v Rakousku / mezinárodní soutěž)
- 2014– : Slovenska hokejska liga (1. ligová úroveň ve Slovinsku)
- 2017–2018: International Hockey League (mezinárodní soutěž)